# Pom-pom boy
 (mai 2023).
Améliorez-le ou discutez des points à vérifier. 
Un pom-pom boy est un athlète muni de pompons, participant à un spectacle de chant, de danse et de figures acrobatiques.

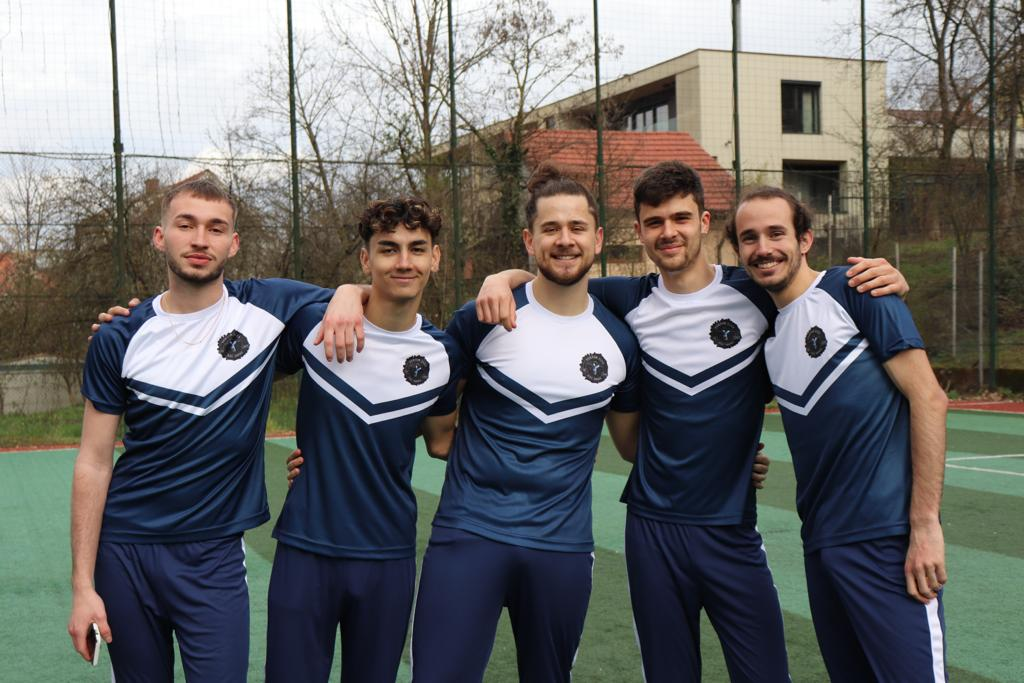
Pom-pom boys après une représentation à l'USAMV de Cluj-Napoca (Roumanie).

## Terminologie
Aux États-Unis, les termes pom-pom boy et pom-pom girl n'existent pas, le terme employé est cheerleader.
En France, il existe une distinction entre pom-pom boy/girl et cheerleader, le premier se référant plutôt à la danse, le second se référant plutôt à la gymnastique et aux acrobaties effectuées pour encourager une équipe sportive.
En Français canadien, le terme cheerleader est traduit littéralement par meneur de claque.

## Histoire
Le cheerleading a vu le jour à la fin du XIXe siècle dans les établissements universitaires pour hommes situés dans le nord-est des États-Unis. C'était à l'origine une discipline exclusivement masculine.